# استانداردهای غواصی
استانداردهای غواصی
استانداردهای غواصی مجموعه استانداردهائی است که جهت تضمین ایمنی و کیفیت و نیز مشخص نمودن حداقلهای مورد نیاز برای آموزش یک غواص توسط سازمان جهانی استانداردسازی تعریف و برای اعمال در برنامه‌های آموزشی سازمانهای آموزش دهنده غواصی در اختیار شورای جهانی آموزش غواصی تفریحی قرار گرفته‌است.

## رده ها
رده‌های استاندارد شده آموزش غواصی به شرح زیر است:

### استاندارد اروپائی EN ۱۴۱۵۳/استاندارد جهانی ایزو ۲۴۸۰۱
شامل بخش‌های زیر است:
EN ۱۴۱۵۳-۱/ISO ۲۴۸۰۱-۱ Recreational diving services - که شامل حداقل موارد ایمنی مورد نیاز برای آموزش غواصی غواصان تفریحی می‌باشد  - قسمت ۱ : سطح ۱ "Supervised Diver" (غواص سرپرستی شده)
EN ۱۴۱۵۳-۲/ ISO ۲۴۸۰۱-۲ Recreational diving services - که شامل حداقل موارد ایمنی مورد نیاز برای آموزش غواصی غواصان تفریحی می‌باشد  - قسمت ۲ : سطح ۲ "Autonomous Diver" (غواص مستقل)
EN ۱۴۱۵۳-۳/ ISO ۲۴۸۰۱-۳ Recreational diving services - که شامل حداقل موارد ایمنی مورد نیاز برای آموزش غواصی غواصان تفریحی می‌باشد  - قسمت ۳ : سطح ۳ "Dive Leader" (رهبران غواصی)

### استاندارد اروپائی EN ۱۴۴۱۳/استاندارد جهانی ایزو ۲۴۸۰۲
شامل بخش‌های زیر است:
EN ۱۴۴۱۳-۱/ ISO ۲۴۸۰۲-۱ Recreational Diving Services - که شامل حداقل موارد ایمنی مورد نیاز برای آموزش مربیان غواصی تفریحی می‌باشد  - قسمت ۱ : سطح ۱
EN ۱۴۴۱۳-۲/ ISO ۲۴۸۰۲-۲ Recreational Diving Services - که شامل حداقل موارد ایمنی مورد نیاز برای آموزش مربیان غواصی تفریحی می‌باشد  - قسمت ۲ : سطح ۲
ISO ۱۱۱۰۷ Recreational diving services
ایمنی مورد نیاز برای آموزش غواصی بانایتروکس

ISO ۱۱۱۲۱ Recreational diving services
ایمنی مورد نیاز برای برنامه‌های معرفی غواصی تفریحی.

## منبع
ویکی پدیای انگلیسی.